# Juan Pablo Izquierdo
Juan Pablo Izquierdo Fernández (Santiago de Chile, 21 de julio de 1935) es un músico y director de orquesta chileno. Es ganador del Premio Nacional de Artes Musicales de Chile en el 2012.

## Biografía

### Primeros años
Hijo de Luis Izquierdo Valdés y Rebeca Fernández-Concha Lecaros, el Maestro Juan Pablo Izquierdo es el cuarto de cinco hermanos. Realizó sus estudios en el Colegio Saint George. Desde pequeño se interesó por la música, viéndola como un lenguaje a través del cual se podía expresar. «siempre el lenguaje que he tenido para expresarme ha sido la música. Nunca se me ocurrió hacer otra cosa. A los 12 años ya estaba escuchando a Arnold Schönberg».

### Carrera Profesional
Terminados sus estudios secundarios entró al Conservatorio de Música de la Universidad de Chile a estudiar Composición, donde tomó clases con Juan Orrego-Salas, Carlos Botto y Juan Allende-Blin. Posteriormente continuó sus estudios en el extranjero en Viena y luego en Gravessario, Suiza con el director Hermann Scherchen durante tres años, quien en palabras del Maestro Izquierdo “unía la tradición con el presente”.
A los 25 años regresó a Chile y dirigió a la Orquesta Filarmónica de Santiago, asistiendo al director titular, Juan Matteucci. Durante tres años fue director del Departamento de Música de la Universidad Católica. 
Becado por la Comisión Fullbright y estando en Nueva York postuló al concurso internacional para jóvenes directores de orquesta Dimitri Mitropoulos, obteniendo el primer lugar, lo que se tradujo en su nombramiento como director asistente de Leonard Bernstein. en la Orquesta Filarmónica de Nueva York . Se inicia así el año 1966 la carrera internacional del Maestro Izquierdo.
Entre los años 1974-1985, el Maestro Izquierdo fue director musical del Festival Testimonium en Jerusalén y Tel‐Aviv, cuyo objetivo era ejecutar obras de compositores contemporáneos con una temática enraizada en la historia del pueblo judío. Con esta finalidad Recha Freier, directora del Festival Testimonium, invitó a compositores israelíes e importantes compositores extranjeros, tales como, Karlheinz Stockhausen, Mauricio Kagel, Iannis Xenakis y Luigi Dalapiccola. 
Además de su participación en el Festival Testimonium, dirigió en festivales musicales de Holanda, Estrasburgo, Múnich, Varsovia, Budapest, Bruselas, Viena, Frankfurt, Berlín, París., Teatro Colón de Buenos Aires, Orquesta Filarmónica de Buenos Aires.
El año 1976, el Ministerio de Educación y Cultura de Israel le otorgó el Premio Nacional de Música por su participación en este Festival, período en que según el compositor chileno-israelí León Schidlowsky, el Maestro Izquierdo demostró “su generosidad tanto artística como humana y su valor como director en la ejecución de las respectivas obras”
El Maestro Izquierdo ha dirigido en Europa las orquestas de Radio Baviera, Radio Bruselas, Radio Berlín, Radio Hamburgo, Radio Leipzig, Radio Frankfurt, Filarmónica Radio Holanda, Radio Televisión Española, Filarmónica de Dresde, Filarmónica de Varsovia, Sinfónica de Viena, BBC Glasgow, Ensemble Intercontemporain de París, Nacional de Francia, Nacional de España, Sinfónica de Jerusalén, Cámara de Israel, Nueva Orquesta Filarmónica de Francia y Orquesta de la Residencia de La Haya.
Radicado en Estados Unidos entre los años 1990-2008, fue director de Estudios Orquestales en la Carnegie Mellon University School of Music en Pittsburgh, Pensilvania.
No obstante, y a pesar de su prolongada estadía en el extranjero, el Maestro Izquierdo siempre mantuvo una estrecha vinculación con Chile. 
Un claro ejemplo de este amor por su país y la música chilena es la creación en 1990 de la “Orquesta Claudio Arrau”, en la que participa como su director musical Esta iniciativa fue reconocida en 1998 por el Círculo de Críticos de Arte, que le otorgó el premio Críticos de Arte (música nacional).
Para mejorar las oportunidades de aprendizaje de los jóvenes músicos chilenos, el Maestro Izquierdo con el Premio Nacional de Ciencias (1981) Igor Saavedra Gatica, quien a la fecha era presidente de la Fundación Andes, iniciaron en 1995 un programa de intercambio con seis músicos chilenos que desarrollaron un programa de residencia en interpretación en el Carnegie Mellon. En palabras del propio Maestro Izquierdo "la idea era ampliar la experiencia orquestal de músicos de este nivel de calidad. Al mismo tiempo estos músicos acrecentarían nuestro programa orquestal y les proporcionarían a nuestros estudiantes la oportunidad de trabajar con intérpretes avanzados de otras naciones". Este programa sigue vigente en el Carnegie Mellon School of Music y ha beneficiado a más de 40 jóvenes profesionales de diversos países.
El 2010, recibió el Premio a la Música Nacional Presidente de la República 2009, en la categoría Música Clásica, ocasión en la cual la presidenta de la República Michelle Bachelet destacó su gran trabajo por difundir el repertorio sinfónico contemporáneo. Al año siguiente, obtuvo el Premio del Círculo de Críticos de las Artes a la mejor temporada musical 2011
El 2012, el Maestro Izquierdo recibió el Premio Nacional de Artes Musicales de Chile. En su carta de felicitación el jurado destacó “el aporte de Juan Pablo Izquierdo al desarrollo musical nacional en el ámbito del repertorio orquestal y su estímulo a músicos de las nuevas generaciones en Chile y el extranjero”.
La Universidad de Chile le otorgó la Medalla Rectoral el año 2012 “como testimonio del reconocimiento de la Universidad de Chile a quien ha sobresalido por la trascendencia de su acción, sus méritos distinguidos y sus relevantes condiciones humanas”.
El año 2016 el Círculo de Críticos de Arte le otorgó el Premio al Mejor Director De Orquesta, por su interpretación de la Sexta Sinfonía de Mahler dirigiendo a la Orquesta Filarmónica de Santiago.
Actualmente el Maestro Izquierdo es Director Emeritus de la Orquesta Filarmónica Carnegie Mellon de Pittsburgh, Director Emeritus de la Orquesta Filarmónica de Santiago y miembro honorario de la Academia Chilena de Bellas Artes.

### Vida personal
El Maestro Izquierdo se ha casado dos veces. Con su primera esposa, Ana Victoria Silva (1958 -1966) tuvo a sus hijos Juana, Ana María, Ximena y Pablo. Con su actual esposa, Trinidad Jiménez Orrego (1972 al presente) tuvo a los mellizos Emilia y Lucas.

## Premios
- Primer Lugar en el Concurso Internacional “Dimitri Mitropoulos” para Directores de Nueva York (1966)[1][2]
- Premio Nacional de Música (Ministerio de Cultura de Israel, 1976)[1][2]

- Premio de la Crítica de Chile (1998)[1][2]

- Diapason d’Or (Francia, 2007)[1]

- Premio a la Música Nacional Presidente de la República, categoría música clásica (2009)
- Premio del Círculo de Críticos de las Artes a la mejor temporada musical 2011
- Medalla Rectoral de la Universidad de Chile (2012)
- Premio Nacional de Artes Musicales de Chile (Consejo Nacional de la Cultura y las Artes, 2012)
- Premio al Mejor Director de Orquesta del Círculo de Críticos de Arte por su interpretación de la Sexta Sinfonía de Mahler dirigiendo a la Orquesta Filarmónica de Santiago (2016)

## Grabaciones
- George Crumb: Black Angels and Makrokosmos III -Diapason D'Or Award 2007-(MODE Rec. N.Y,170)

- Giacinto Scelsi: Hurqualia; Hymnos; Konx-Om-Pax (MODE Records N.Y, 95)

- Edgard Varèse: Amériques (MODE Records N.Y, 58)

- Iannis Xenakis: Dämmerschein; Persephassa; La Deésse Athéna (MODE Records N.Y, 58)